# Mitsubishi J8M
Mitsubishi J8M Shūsui (tiếng Nhật: 三菱 J8M 秋水) là một mẫu máy bay tiêm kích đánh chặn động cơ rocket của Nhật Bản trong Chiến tranh thế giới II. Loại máy bay này được phát triển dựa trên Messerschmitt Me 163 Komet của Đức quốc xã.

## Biến thể
J8M1
J8M2 Shūsui Model 21(?)
J8M3 Shūsui Model 22 (Rikugun Ki-202 Shūsui-kai)
Yokosuka MXY-8 "Akigusa" (Yokoi Ku-13)
Yokosuka MXY-9 "Shuka"

## Quốc gia sử dụng
Nhật Bản
- Không quân Lục quân Đế quốc Nhật Bản
- Không quân Hải quân Đế quốc Nhật Bản

## Tính năng kỹ chiến thuật (J8M1/Ki-200)
Dữ liệu lấy từ 
Đặc tính tổng quan
- Kíp lái: 1
- Chiều dài: 6,03 m (19 ft 9 in) ;;;Ki 200

5,88 m (19 ft)
- Sải cánh: 9,47 m (31 ft 1 in)
- Chiều cao: 2,68 m (8 ft 10 in)
- Diện tích cánh: 17,72 m2 (190,7 foot vuông) ;;;Ki 200

17,69 m2 (190,41 foot vuông)
- Trọng lượng rỗng: 1.445 kg (3.186 lb) ;;;Ki 200

1,505 kg (3 lb)
J8M2
1,510 kg (3 lb)
- Trọng lượng có tải: 3.000 kg (6.614 lb) ;;;J8M2

3,650 kg (8 lb)
- Trọng lượng cất cánh tối đa: 3.870 kg (8.532 lb) ;;;J8M2

3,900 kg (9 lb)
- Sức chứa nhiên liệu: ;;;Ko

1,181 l (0 gal Anh) (T-Stoff = 80% Hydrogen Peroxide + 20% Oxyquinoline và Pyrophosphate)
Ōtsu
522 l (115 gal Anh) (C-Stoff = 30% Hydrazine Hydrate + 70% Methanol, Nước và Potassium-Copper Cyanide)
- Động cơ: 1 × Toku Ro.2 a.k.a. KR10 kiểu động cơ rocket nhiên liệu lỏng, 14,71 kN (3.307 lbf) thrust

Hiệu suất bay
- Vận tốc cực đại: 900 km/h (559 mph; 486 kn) trên độ cao 10,000 m (33 ft)
- Vận tốc hành trình: 699 km/h (434 mph; 377 kn) ;;;Ki 200

351 km/h (218 mph)
- Vận tốc tắt ngưỡng: 150 km/h (93 mph; 81 kn)
- Trần bay: 12.000 m (39.370 ft)
- Vận tốc lên cao: 50 m/s (9.800 ft/min)
- Tải trên cánh: 219,22 kg/m2 (44,90 lb/foot vuông) ;;;J8M2

219,7kg/m² (44,998 lb/ft²)
- Lực đẩy/trọng lượng: 0,388

Vũ khí trang bị

- Súng: ;;;J8M1

2x pháo Type 5 30mm
J8M2
1x pháo Type 5 30mm
Ki 200
2x pháo Ho-155 30mm hoặc 2x pháo Type 5 30mm